# Lionel Fusco
Lionel P. Fusco, è un personaggio immaginario, ideato da Jonathan Nolan, protagonista della serie tv Person of Interest. È interpretato da Kevin Chapman, e doppiato da Pasquale Anselmo nell'adattamento in lingua italiana della serie.
Il detective Lionel Fusco è un detective della omicidi del Dipartimento di Polizia di New York City (NYPD). Durante la prima stagione diventa una risorsa di Reese all'interno del distretto come partner di Joss Carter. Sebbene aiuti Reese e Finch con i numeri non è a conoscenza della Macchina, quindi non è considerato da Samaritan come una minaccia.

## Biografia

### 2004
Fusco lavora al 51º distretto ed è amico dei detective James Stills e Louis Azarello. La moglie di Lionel gli presenta i documenti per il divorzio e gli richiede la piena custodia del loro figlio, cacciandolo fuori dalla loro casa. Stills incontra Fusco in un bar e propone di ospitarlo stare a casa sua.
Stills e Azarello iniziano a manipolare e persuadere Fusco a unirsi a loro nelle loro attività criminali. Fusco è riluttante ad aiutarli, ma copre Azarello nell'omicidio di un trafficante di droga che è stato poco collaborativo in un affare andato male.
In un altro affare andato male Fusco spara ad uno spacciatore per autodifesa e Stills gli dà una parte del loro denaro della droga e gli dà il benvenuto nel loro team.

### 2011
Fusco, Stills, e Azarello diventano parte di una gang guidata dall'assistente procuratore Diane Hansen, che John Reese stava sorvegliando. Fusco porta Reese a Oyster Bay per ucciderlo, ma Reese scappa dalla macchina e prende la pistola di Lionel: con quella pistola Reese ucciderà Stills e poi metterà il corpo nel bagagliaio dell'auto di Lionel collegando a lui il crimine e ricattandolo per farlo lavorare per lui. Reese ordina poi a Fusco di seppellire Stills.
Dopo che Fusco ha tentato di uccidere Reese una seconda volta, Reese ricatta il capitano corrotto dell'8º distretto, dove lavora Joss Carter, la detective che sta indagando sull'uomo con la giacca, al fine di trasferire Fusco come partner di Carter. A Fusco viene poi ordinato di tenere informato Reese sulle indagini di Carter.
Harold Finch non vede di buon occhio l'alleanza con Fusco, ma poi si ricrederà.

### 2012
Col passare del tempo, Fusco dà prova di fedeltà a Reese.  Carter inizia a lavorare con Reese e Finch ma lei e Fusco non sanno che stanno lavorando per le stesse persone da molto tempo.
Fusco s'infiltra nell'organizzazione criminale HR grazie ad una sua conoscenza, l'agente Patrick Simmons, per ottenere alcune informazioni riguardanti un caso. Quando Fusco viene poi catturato da Ian Davidson, un detective degli Affari Interni corrotto, Reese gli salva la vita e lo convince ad infiltrarsi nell'HR.
Finch non è d'accordo sul mantenere Fusco e Carter all'oscuro della loro collaborazione. I sospetti di Carter arrivano durante una caccia all'uomo tra l'FBI e Reese, in cui Carter sospetta che la talpa dell'HR all'interno del dipartimento sia proprio Fusco, quindi irrompe nella stanza da bagno degli uomini, affrontando Fusco accusandolo di essere un membro di HR. Fusco è costretto a confessare a lei che sta lavorando per il "l'uomo con la giacca", ovvero Reese. Entrambi gli investigatori sono scioccati nell'apprendere che entrambi lavorano per la stessa persona.
Simmons costringe Fusco a fare un altro favore all'HR minacciandolo di uccidere suo figlio. Mentre aiuta Reese nella protezione di un'altra 'persona di interesse', Fusco trova il libro mastro contenente i nomi dei membri dell'HR e strappa le pagine che contengono i nomi di lui e di Simmons.
Fusco è poi costretto a tornare nell'HR da Simmons, che lo ricatta con la sua soffiata sull'omicidio del detective Davidson.
Fusco diventa sospettoso nei confronti del detective Cal Beecher e del suo rapporto con Carter e inizia a seguirlo sospettando che sia corrotto.

### 2013
Mentre Reese è in prigione a Rikers, Fusco aiuta Finch prima con il numero di Caleb Phipps e poi con quello di Karolina Kurkova.

### 2014
Dopo l'attivazione di Samaritan, di cui Fusco non ne è a conoscenza, Reese(con il falso nome Riley) diventa collega di Lionel al distretto. Lui inizia a farsi domande ma sia Reese che Finch rispondono con ambiguità oppure non rispondono proprio.
Intanto sia Lionel che John si ritrovano ad affrontare la Fratellanza, una nuova organizzazione criminale guidata da Dominic Besson, detto Mini. 

### 2015
Fusco e Reese sono stati rapiti dalla Fratellanza, ma grazie all'aiuto di un vecchio numero, Harper Rose, riescono a sgominare Dominic e i suoi scagnozzi. Nei mesi successivi Lionel diventa sempre più pressante nelle domande a John ed Harold, fino a quanto decide di lasciare il team. 

### 2016
Fusco decide di tornare nel team e Reese gli rivela l'esistenza della Macchina e la guerra contro Samaritan. Nella battaglia finale contro Samaritan Lionel viene ferito da Jeff Blackwell, un agente al servizio dell'IA nemica, ma grazie all'aiuto di Shaw si salva. 